# Озерковая улица (Петергоф)
Озерко́вая улица — улица в Петергофе. Проходит от Блан-Менильской улицы до Привокзальной площади.

## История и достопримечательности
Участок от нынешней улицы Аврова до улицы Братьев Горкушенко с середины XIX века до 1960-х годов назывался Озерковой дорогой.
С 1966 годах в доме 49, корпус 2 по Озерковой улице жили художники В. В. Стерлигов (до 1973 года) и его супруга Т. Н. Глебова (до 1985 года).

## Общественный транспорт
Общественный транспорт: 355, 350, 352 частично; 353 вся улица